# Deniss Vasiļjevs
Deniss Vasiļjevs (né le 9 août 1999 à Daugavpils) est un patineur artistique letton.
Il est médaillé de bronze aux Championnats d'Europe de patinage artistique 2022 à Tallinn. Il a fini 4e lors des Championnats d'Europe de patinage artistique 2018.

## Biographie
Deniss Vasiļjevs est né le 9 Août 1999 à Daugavpils en Lettonie. Sa mère est une ancienne danseuse professionnelle.
Il est entrainé par Stéphane Lambiel depuis 2016 à Champéry en Suisse.

### Saison 2021-2022
Aux Championnats d'Europe de Tallinn, Deniss se place sixième au programme court puis troisième au programme long. En établissant ainsi un total de 272.08 points et trois nouveaux records personnels, Deniss remporte la médaille de bronze et devient le premier letton à gagner une médaille aux Championnats d'Europe.
Aux Jeux Olympiques d'hiver de Pékin, il se place sixième au programme court et rétrograde à la treizième position après le programme long à la suite d'une chute sur son quadruple saut.
Aux Championnats du Monde de Montpellier, il établit un nouveau record personnel de 90.24 points sur le programme court. Il rétrograde à treizième position après le programme long.

## Palmarès
| Compétition                                                                           | 2014    | 2015    | 2016    | 2017    | 2018    | 2019    | 2020    | 2021    | 2022    | 2023    | 2024    | 2025    |  |  |
| Jeux olympiques d'hiver                                                               |         |         |         |         | 19e     |         |         |         | 13e     |         |         |         |  |  |
| Championnats du monde                                                                 |         |         | 14e     | 14e     | 6e      | 21e     | CA      | 18e     | 13e     | 13e     | 7e      | 11e     |  |  |
| Championnats d’Europe                                                                 |         |         | 12e     | 7e      | 4e      | 11e     | 6e      | CA      | 3e      | 5e      | 6e      | 6e      |  |  |
| Championnats de Lettonie                                                              |         |         | 1er     | 1er     | 1er     | F       | 1er     | CA      | CA      | 1er     | 1er     | 1er     |  |  |
| Championnats du monde juniors                                                         | 8e      | 7e      | 8e      |         |         |         |         | CA      |         |         |         |         |  |  |
|                                                                                       |         |         |         |         |         |         |         |         |         |         |         |         |  |  |
| Grand Prix ISU                                                                        | 2013/14 | 2014/15 | 2015/16 | 2016/17 | 2017/18 | 2018/19 | 2019/20 | 2020/21 | 2021/22 | 2022/23 | 2023/24 | 2024/25 |  |  |
| Finale du Grand Prix                                                                  |         |         |         |         |         |         |         | CA      | CA      |         |         |         |  |  |
| Skate America                                                                         |         |         |         |         |         |         |         |         |         |         | 9e      | 5e      |  |  |
| Skate Canada                                                                          |         |         |         |         |         |         | 5e      | CA      |         | 10e     |         |         |  |  |
| Coupe de Chine                                                                        |         |         |         |         |         |         |         |         | 4e      | 2e      |         | 7e      |  |  |
| Trophée de France                                                                     |         |         |         |         |         | 7e      |         | CA      | 4e      |         |         |         |  |  |
| Coupe de Russie                                                                       |         |         |         | 11e     | 8e      |         | 6e      |         |         |         |         |         |  |  |
| Trophée NHK                                                                           |         |         |         | 6e      | 6e      | 8e      |         |         |         |         | 7e      |         |  |  |
| Légende : F = Forfait ; CA = Compétitions annulées à cause de la pandémie de Covid-19 |         |         |         |         |         |         |         |         |         |         |         |         |  |  |